# Oligostachyum puberulum
Oligostachyum puberulum là một loài thực vật có hoa trong họ Hòa thảo. Loài này được (T.H.Wen) G.H.Ye & Z.P.Wang mô tả khoa học đầu tiên năm 1990.